# Hallam (Pennsilvània)
Hallam és una població dels Estats Units a l'estat de Pennsilvània. Segons el cens del 2000 tenia 1.532 habitants.

## Demografia
Segons el cens del 2000, Hallam tenia 1.532 habitants, 667 habitatges, i 450 famílies. La densitat de població era de 845 habitants per quilòmetre quadrat.
Dels 667 habitatges en un 29,2% hi vivien nens de menys de 18 anys, en un 54,6% hi vivien parelles casades, en un 9,6% dones solteres, i en un 32,4% no eren unitats familiars. En el 25,9% dels habitatges hi vivien persones soles el 9,4% de les quals corresponia a persones de 65 anys o més que vivien soles. El nombre mitjà de persones vivint en cada habitatge era de 2,3 i el nombre mitjà de persones que vivien en cada família era de 2,76.
Per edats la població es repartia de la següent manera: un 22,3% tenia menys de 18 anys, un 8% entre 18 i 24, un 30,8% entre 25 i 44, un 24% de 45 a 60 i un 14,9% 65 anys o més.
L'edat mediana era de 37 anys. Per cada 100 dones de 18 o més anys hi havia 92,4 homes.
La renda mediana per habitatge era de 42.235 $ i la renda mediana per família de 47.552 $. Els homes tenien una renda mediana de 34.773 $ mentre que les dones 24.716 $. La renda per capita de la població era de 22.868 $. Entorn del 5% de les famílies i el 4,6% de la població estaven per davall del llindar de pobresa.

## Poblacions més properes
El següent diagrama mostra les poblacions més properes.